# Jornada de Túnez
Se conoce como la Jornada de Túnez, llamada Jornada de Carlos V a Túnez por Gonzalo de Illescas, a la expedición efectuada por el rey Carlos I de España en junio de 1535 que recuperó la influencia de la Monarquía Hispánica sobre Túnez, que había sido tomada por el corsario otomano Jeireddín Barbarroja en agosto de 1534.
La jornada destruyó la gran base naval que los otomanos habían montado en el Mediterráneo oeste, dejándoles únicamente con fuerzas suficientes para continuar con los saqueos civiles y la caza de esclavos habitual en la piratería berberisca. Sin embargo, la expedición no logró capturar a Barbarroja, que crecería en su papel como gran almirante turco. Túnez permanecería en manos hispánicas hasta ser capturada por los otomanos en 1569.

## Antecedentes
A finales de 1534 el Mediterráneo Occidental estaba amenazado por la flota del almirante otomano Barbarroja. El precio de los seguros marítimos se disparó, las ciudades costeras actualizaron sus defensas y pueblos enteros fueron abandonados. Se construyeron nuevas cadenas para bloquear la entrada a los puertos y más torres de vigilancia. El sur de Italia, bajo la Corona española, ya había sufrido un ataque otomano y hasta Venecia empezó a sentirse amenazada y comenzó a fabricar nuevos barcos. Sin embargo, Venecia no se uniría al ataque debido a que temía romper una paz que tenía con el sultán otomano Solimán el Magnífico firmada treinta años antes con el sultán Beyazid II.
Barbarroja se apoderó de Túnez en 1534, deponiendo a Bey háfsida Muley Hassan, vasallo de España. El rey Carlos I de España convocó cortes en Madrid, para solicitar subsidios para recuperar Túnez, y, al mismo tiempo, pidió ayuda a otros príncipes. Se reunieron para la operación las escuadras del Cantábrico y de los Países Bajos de los Habsburgo. Durante un año, escuadras españolas y portuguesas se fueron concentrando en Barcelona y la campaña fue contando con el apoyo de numerosos nobles españoles, como Fernando Álvarez de Toledo y Pimentel —III duque de Alba de Tormes—, el duque de Nájera, Antonio Alonso Pimentel y Herrera de Velasco —III duque de Benavente—, el marqués de Aguilar de Campoo, el conde de Niebla, Luis de Ávila, Fadrique de Toledo, comendador mayor de Alcántara y Fadrique de Acuña.

## La escuadra

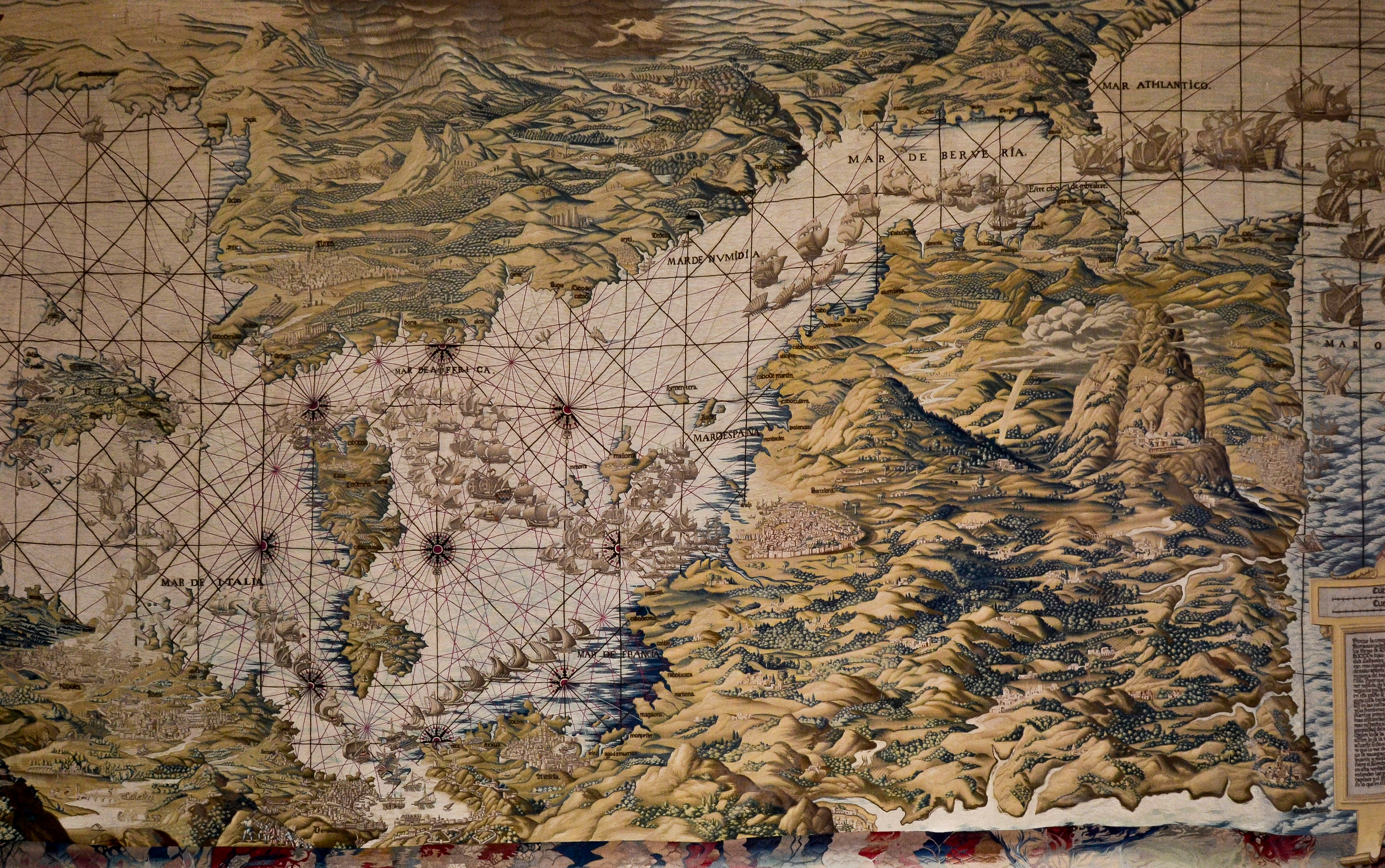
Mapa del Mediterráneo Occidental. La flota aliada se reúne en Barcelona

Durante el invierno de 1534-1535 Carlos I comenzó a preparar la expedición marítima a Túnez. Requisó hombres y barcos de todo el Imperio español: de Amberes zarparon transportes con protestantes con grilletes destinados a remar en las galeras, de Alemania, España e Italia marcharon tropas hasta los puntos de recogida costeros. Andrea Doria reunió su flota de galeras en Barcelona, Álvaro de Bazán el Viejo —Almirante de Castilla— zarpó desde Málaga. Asimismo los Caballeros de San Juan zarparon desde Malta con su gran carraca, la "Santa Ana", los portugueses enviaron 23 carabelas y una carraca y el papa financió el reclutamiento de un destacamento. Los galeones españoles de América aportaron a Carlos para "la causa sagrada de la guerra contra el Turco, Lutero y otros enemigos de la fe" una cantidad en oro cuyo valor ascendió a 1 200 000 ducados.
En Génova y Barcelona los barcos se cargaron de galletas, agua, pólvora, caballos, cañones y arcabuces. Carlos I se había hecho construir un cuatrirreme, que era una galera de gran tamaño propulsada por cuatro hombres en cada remo, con una carroza ricamente decorada, un dosel hecho de terciopelo rojo y dorado y banderas heráldicas ondeando en los mástiles. En Génova, organizado por Alfonso de Ávalos —II marqués de Vasto—, por orden de Carlos I, embarcaron tropas españolas, italianas y también 8000 alemanes traídos por Maximiliano Eberstein.
Por parte de las fuerzas españolas participaron:
- La armada del Mediterráneo, con quince galeras, al mando de Álvaro de Bazán el Viejo.
- Seis galeras napolitanas al mando de García Álvarez de Toledo y Osorio.
- Cuarenta y dos naos de la escuadra del Cantábrico.
- Sesenta urcas de la escuadra de Flandes.
- Ciento cincuenta velas de la escuadra de Málaga, con 10 000 soldados. Entre ellas 80 naos gruesas y una nao capitana, de seis gavias, y que servía de hospital.

Por parte de los aliados de España:
- El Reino de Portugal, con el gran galeón Botafogo y veinte carabelas, al mando del Infante Luis de Avis, hermano de la emperatriz.
- Los Caballeros de Malta, con la gran carraca Santa Anna.
- Los Estados Pontificios con doce galeras, cuatro de ellas de la Orden de Malta, bajo el mando de Virginio Orsini.
- La República de Génova con diecinueve galeras al mando de Andrea Doria, entre ellas la galera real, con 26 bancos de cuatro remeros cada uno.

## La operación

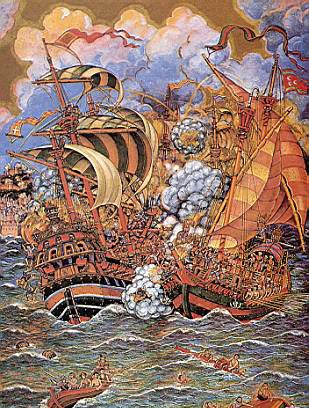
Bombardeo recíproco entre un barco español y uno otomano durante la Jornada de Túnez.

Buena parte del contingente, donde se encontraba el emperador, zarpó de Barcelona el 30 de mayo de 1535, arribando a Mahón, en Menorca, el 3 de junio.
Por otro lado, otra flota partió de Génova, y recorrió la costa de Italia hacia el sur recogiendo los navíos del papa en Civitavecchia y también los de Nápoles, donde el Virrey Pedro Álvarez de Toledo, marqués de Villafranca, y los príncipes de Salerno y Bisignano, Espineto, Garrufa y Hernando de Alarcón tenían preparadas sendas galeras armadas a su costa, y otras siete, a costa de todo el reino. Días después la flota se reunió en Palermo, en la costa de Sicilia, y se encontraron con la flota que venía de Barcelona en Cagliari, en el sur de Cerdeña, donde Carlos I pasó revista, contando 74 galeras y fustas, 300 naves de vela, 25 000 infantes y 2000 jinetes. El 14 de junio la expedición partió de Cerdeña.
El 14 de junio recaló entre Bizerta y las ruinas de Cartago, habiendo apresado antes dos naves francesas que habían avisado a Barbarroja del ataque.
El ejército desembarcó y puso sitio a la fortaleza de La Goleta, que guardaba el puerto de la ciudad. Bombardeada por los inmensos barcos Botafogo y Santa Anna durante 28 días de combates, la fortaleza cayó ante Bazán el Viejo el 14 de julio de 1535. En la fortaleza se encontraban casi 300 cañones, procedentes muchos de Francia, y en el puerto unas cuarenta galeras y otras naves de diverso calado. En esta acción se destacaron los capitanes Hernando de Vargas y Alonso Carrillo.
Una vez tomada La Goleta, el ejército se dirigió a Túnez, en vanguardia los tercios, recién creados en la ordenanza de 1534 y formados por veteranos de las guerras de Italia y Pavía, y en retaguardia diez mil infantes al mando del duque de Alba. La marcha fue dura debido al calor y por los continuos ataques de las tropas de Barbarroja, que fueron siempre desbaratadas. El 21 de julio de 1535, cayó Túnez, habiéndose sublevado antes de su caída los cautivos de la Alcazaba, unos 5000 cristianos que cooperaron con las tropas imperiales. Carlos I entró en la ciudad a la cabeza de los tercios, mientras Barbarroja tuvo que huir.
Según las crónicas, el propio emperador Carlos luchó en primera línea, "avanzando con la lanza en la mano, corriendo el mismo riesgo que un pobre soldado raso". Paulo Jovio le escribió:

Vuestra gloriosa e incomparable victoria en Túnez me parece, por mi fe como cristiano, de una dignidad que sobrepasa con mucho todas las demás de imborrable recuerdo.

Barbarroja recaló al cercano puerto de Bona, por lo que Doria encomendó a su sobrino Juanetín Doria que le persiguiera con quince galeras. Sin embargo, al llegar a Bona y toparse con que Barbarroja estaba bien guarnecido y había reunido otras quince galeras, Juanetín decidió regresar sin más. Para cuando Doria llegó para arreglar el entuerto con cuarenta naves, Barbarroja ya había huido a su vieja base de Argel, por lo que Doria sólo pudo tomar Bona. Carlos I deseó continuar la operación y dirigirse a Argel, pero dado lo avanzado de la estación y el peligro de malos tiempos, no encontró unanimidad entre sus aliados, y el 17 de agosto las diferentes armadas se dispersaron.
El Bey Muley Hasan fue repuesto en el trono de Túnez. En La Goleta quedaron cuatro compañías de infantería y en la ciudad cercana de Bona otras cuatro compañías de infantería al mando de Bernardino de Mendoza, mientras que el emperador hizo su entrada triunfal en Nápoles con pompa romana. El hecho fue celebrado en Venecia con carnavales, en Malta con fuegos artificiales y en Palma de Mallorca con una recreación de la derrota de Barbarroja.

## Posterioridad
Doria vegetó por la costa norteafricana esperando ancontrarse en alta mar con Barbarroja, pero el corsario le eludió y llevó a cabo el saqueo de Mahón en venganza, esclavizando a 800 cristianos en las Baleares. El almirante imperial acudió tan pronto como lo supo, pero de nuevo Barbarroja había huido ya en dirección a Argel.

## Galería de imágenes

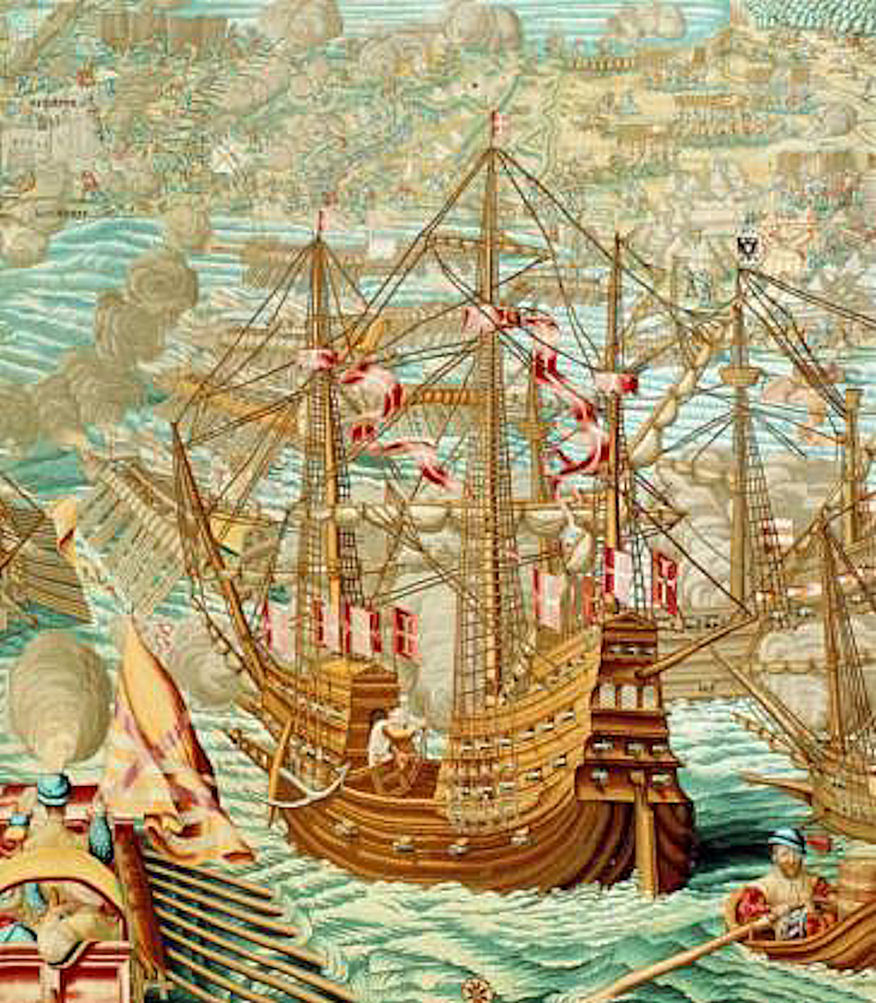
Bombardeo de La Goleta.
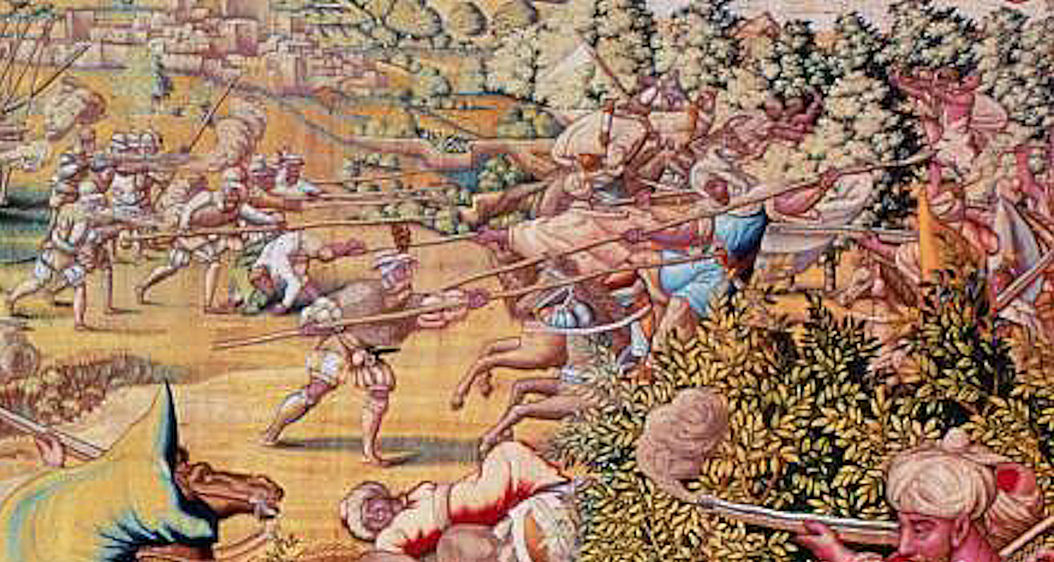
Ataque a La Goleta.
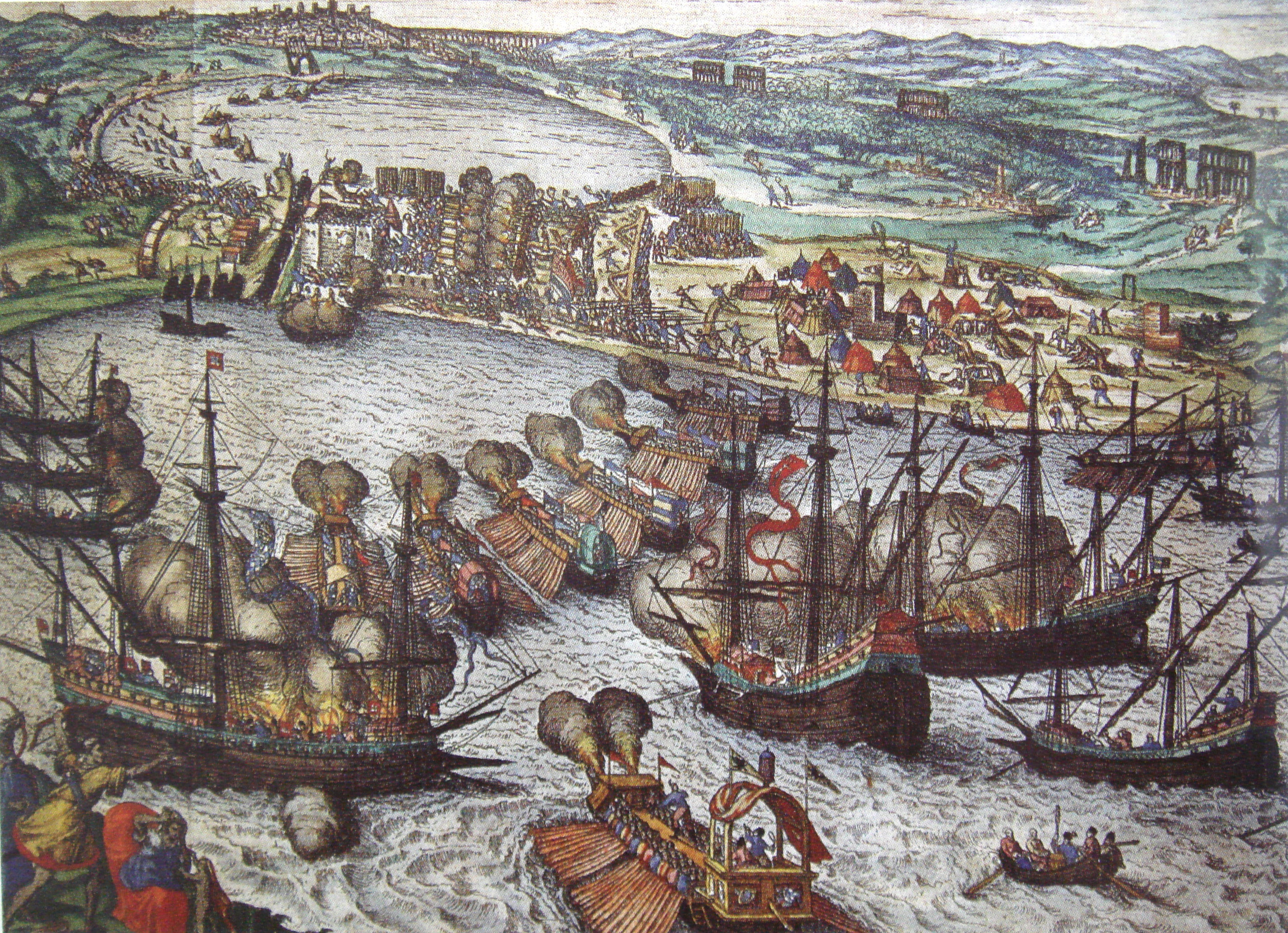
El Botafogo (a la izquierda en primer plano) abriendo fuego contra La Goleta.
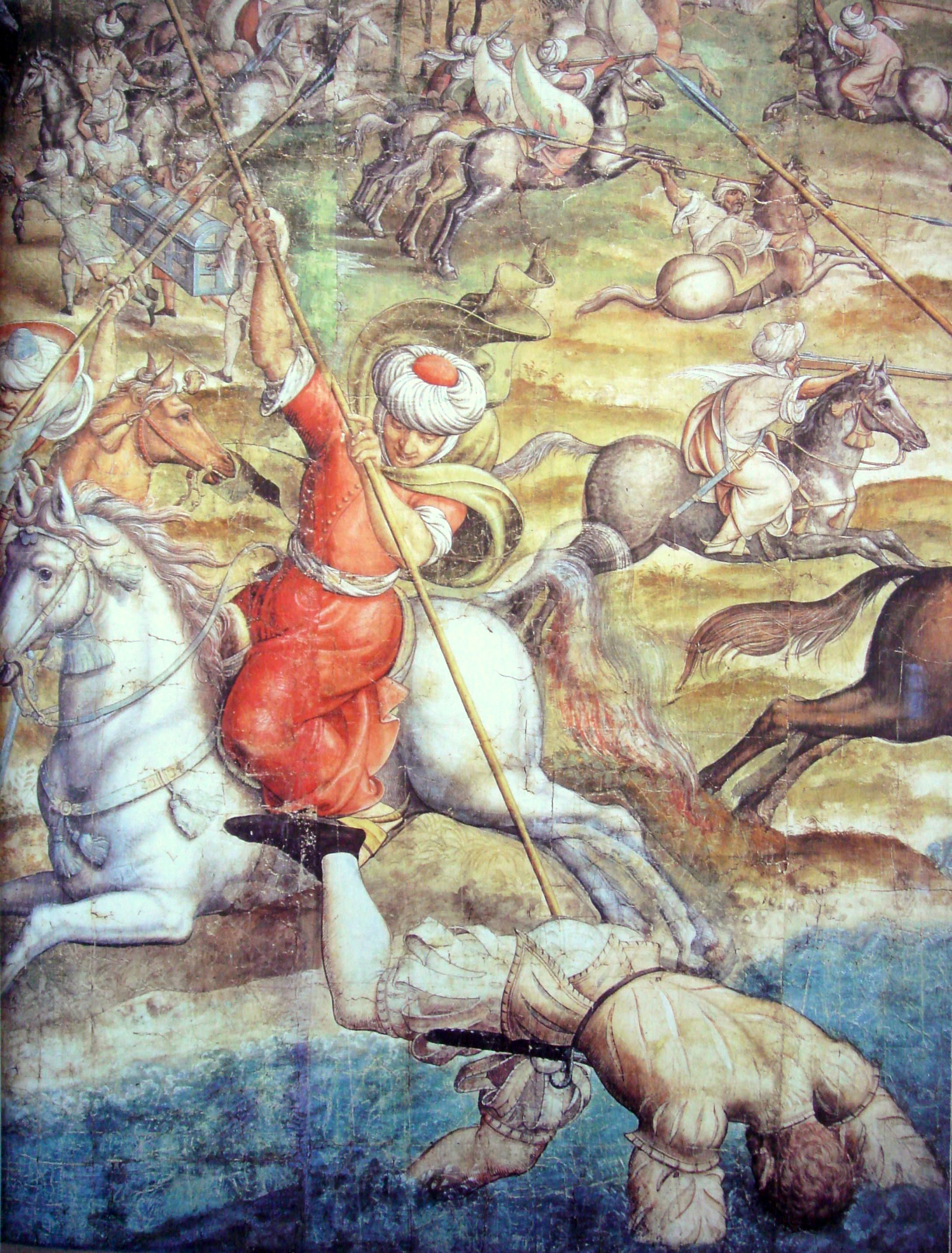
Escena de batalla en Túnez, 1535.
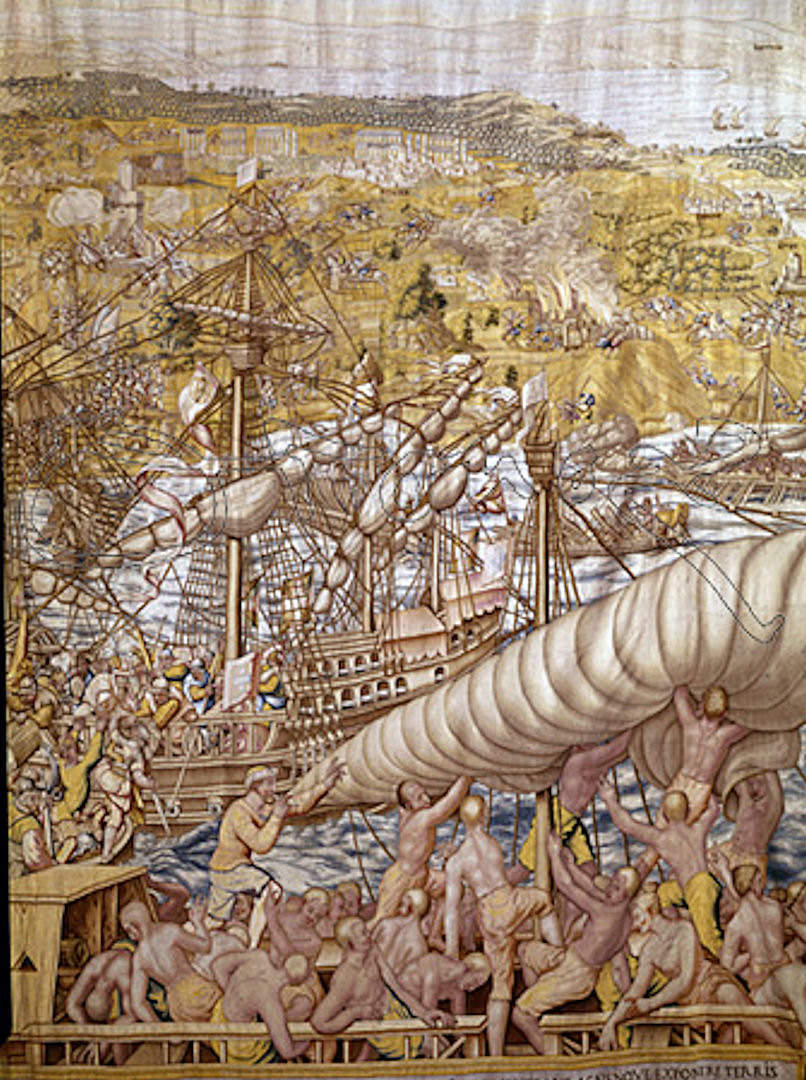
Liberación de 20 000 cautivos cristianos.
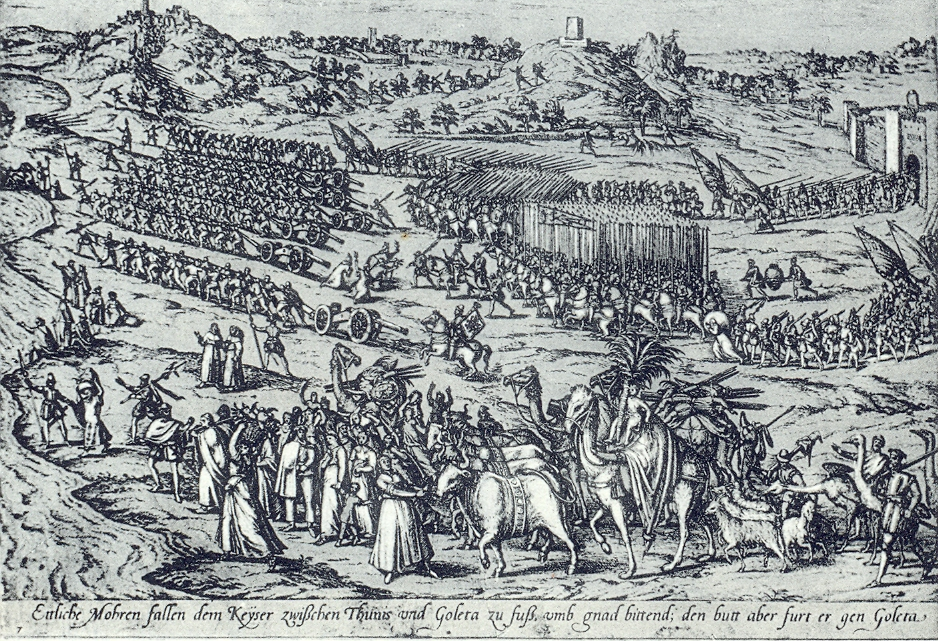
Carlos V hacia Radès.
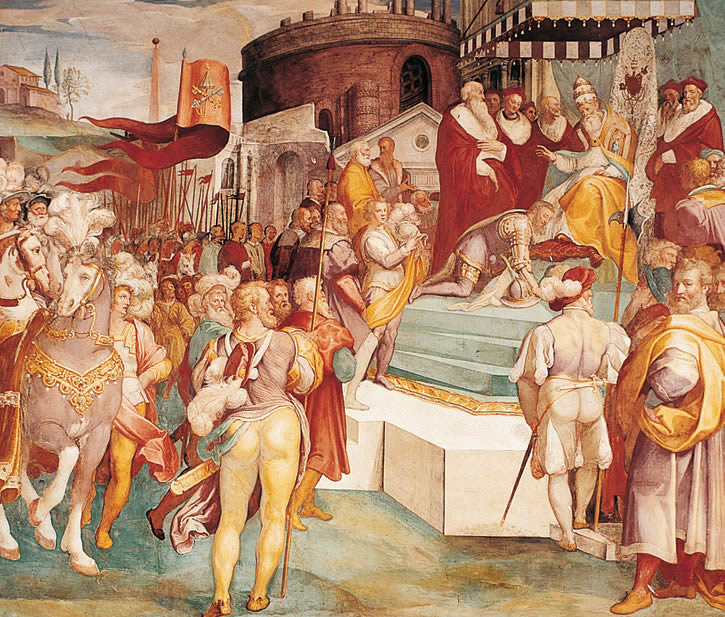
Carlos V anunciando la toma de Túnez al Papa Paulo III en 1535.
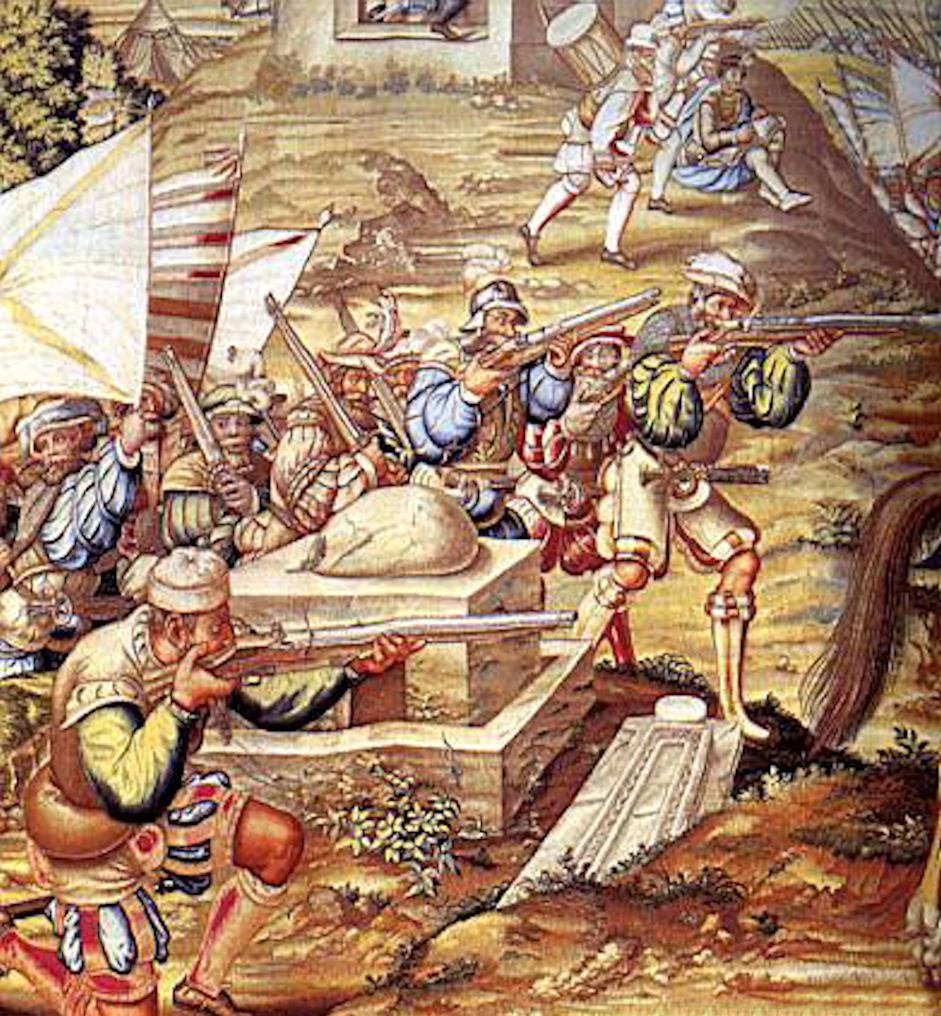
Tropas imperiales en la conquista de Túnez, 1535, Jan Cornelisz Vermeyen.
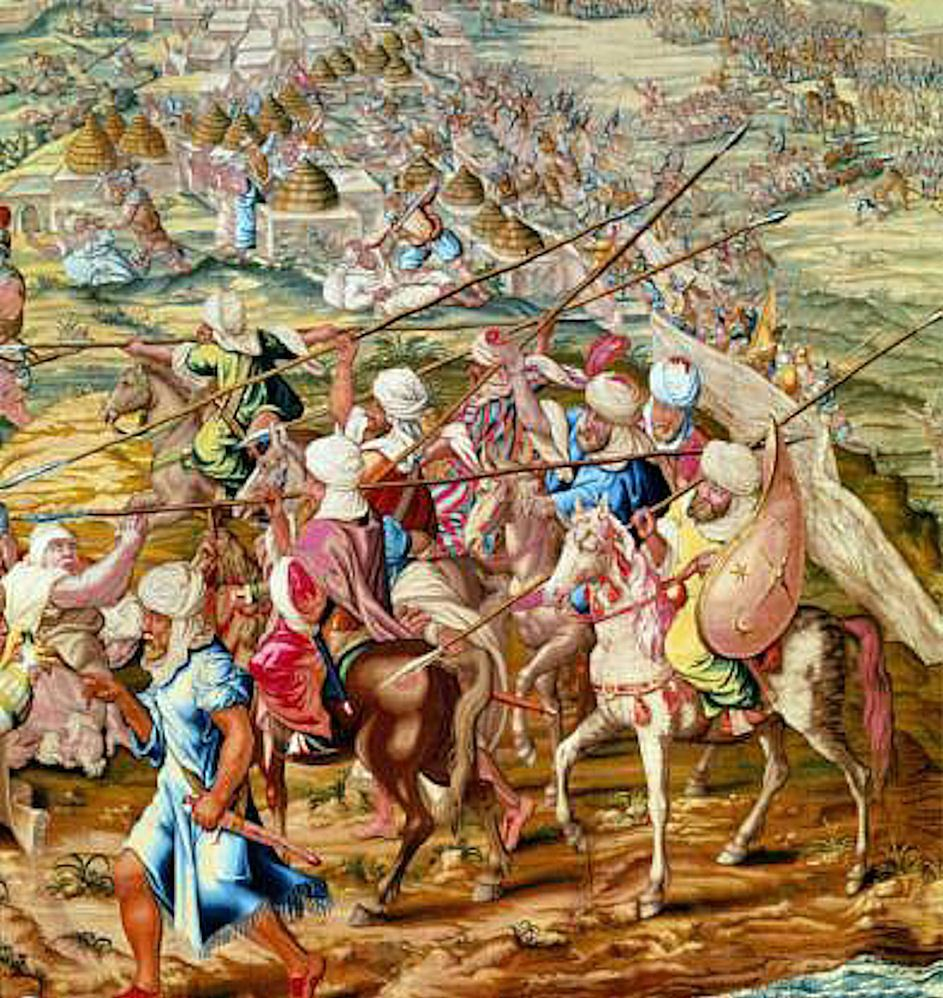
Tropas otomanas en la conquista de Túnez, 1535.